# Scarborough and Whitby (circonscription britannique)

Localisation de la circonscription au sein du Yorkshire du Nord.

La circonscription de Scarborough and Whitby est une circonscription électorale britannique. Elle s'étend sur le littoral du comté de Yorkshire du Nord, autour des villes de Scarborough et Whitby.
Elle est créée en 1918, par la fusion des anciennes circonscriptions de Scarborough et Whitby. En 1974, elle est rebaptisée Scarborough, puis retrouve le nom de Scarborough and Whitby en 1997. Depuis 2005, elle est représentée à la Chambre des communes par Robert Goodwill, du Parti conservateur.

## Liste des députés

### 1918-1974
- 1918 : Gervase Beckett (conservateur de la coalition)
- 1922 : Sidney Herbert (conservateur)
- 1931 : Paul Latham (conservateur)
- 1941 : Alexander Spearman (conservateur)
- 1966 : Michael Shaw (conservateur)

### depuis 1997
- 1997 : Lawrie Quinn (travailliste)
- 2005 : Robert Goodwill (conservateur)